# Alfred Eisenstaedt
Alfred Eisenstaedt (Dirschau, Prusia Occidental —actualmente Tczew, Polonia—, 6 de diciembre de 1898-Long Island, Nueva York, 24 de agosto de 1995) fue un fotógrafo, fotoperiodista y teórico de la fotografía alemán-estadounidense.
Fue uno de los fotógrafos más prolíficos del siglo XX, iniciando su carrera profesional en Alemania en los años anteriores a la Segunda Guerra Mundial. Emigró a los Estados Unidos en 1935, dejando su país porque era judío y formando parte de un prominente equipo de fotógrafos para la revista Life, en la cual casi un centenar de sus fotografías fueron la imagen de portada, de entre las 2500 que publicó en esta revista.

## Biografía

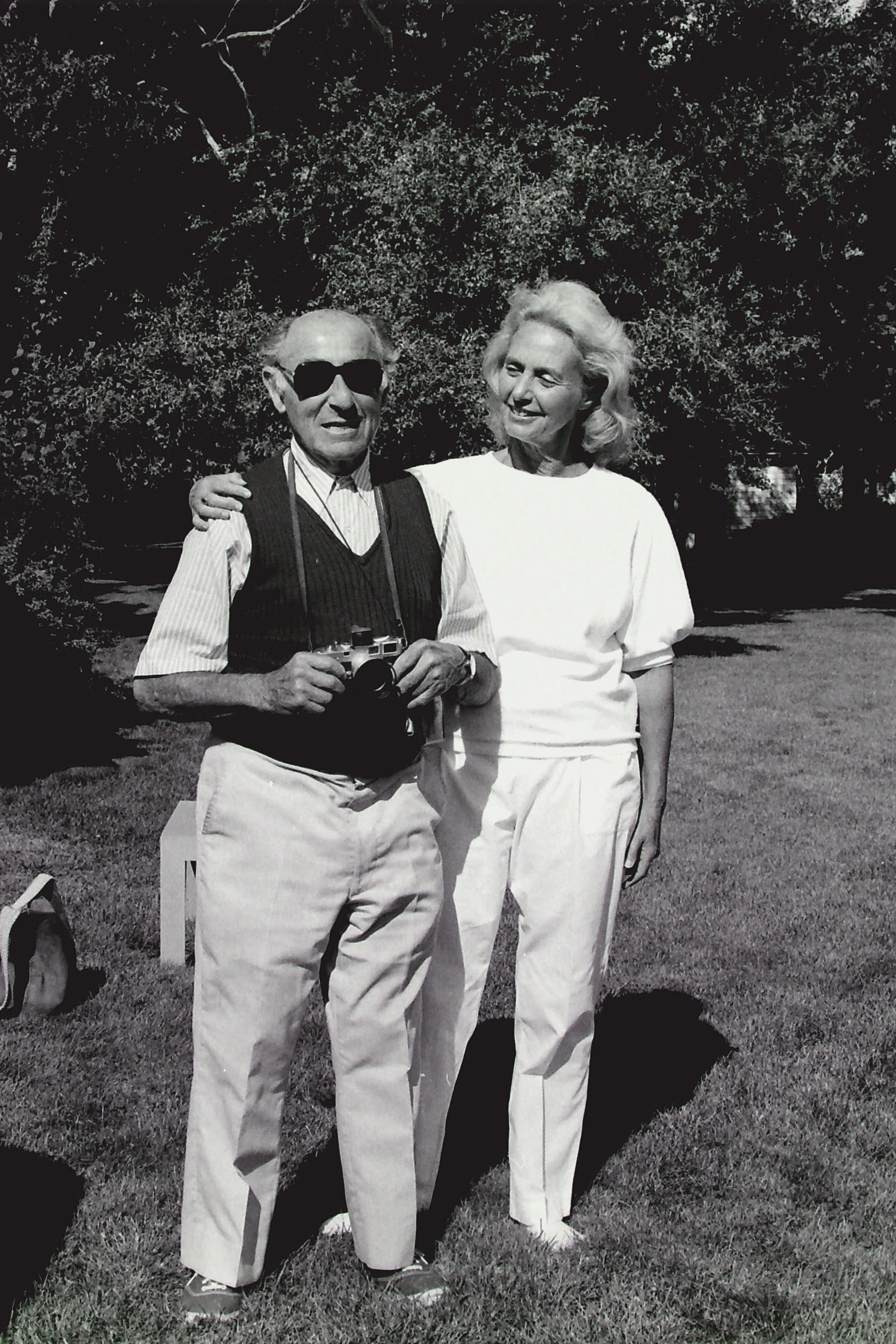
Alfred Eisenstaedt junto a Rose Styron en 1989.

Su familia era judía (su padre era comerciante) y se mudaron a Berlín en 1906. Realizó sus primeras fotografías a los catorce años, cuando le regalaron una cámara plegable Eastman Kodak N.º 3. 
Durante la Primera Guerra Mundial participó en el Ejército Alemán como artillero, siendo herido en 1918. Tras la guerra, trabajó como vendedor de mercería (botones, etc.) y dedicaba su tiempo libre a aprender fotografía, teniendo gran interés por todos los aspectos, tanto técnicos como creativos. Tras el gran éxito que tuvo una foto suya de una tenista publicada en la revista Weltspiegel, encaminó su profesión hacia el campo de la fotografía.
Eisenstaedt era conocido como "Eisie" por sus amigos más íntimos. Murió en su cama en la medianoche, a la edad de noventa y seis años, en la compañía de su cuñada Lucille Kaye (Lulu) y su amigo William E. Marks.

## Carrera como fotógrafo
En 1927 comenzó a trabajar para el diario berlinés Berliner Tageblatt y no tardó en hacerse un prestigioso fotoperiodista que terminó publicando en multitud de publicaciones ávidas de buenas imágenes, como el recién fundado Illustrierte Zeitung. En 1928 colaboraba con "Pacific and Atlantic Photos' Berlin", que a partir de 1931 fue absorbida por Associated Press. Para 1929 la fotografía ya era su profesión a tiempo completo y ese mismo año fue muy valorado su trabajo en los Premios Nobel, cuando retrató a Thomas Mann, su compatriota premiado en literatura. En los años sucesivos se orientó más por la fotografía de retrato, siendo alabadas sus fotografías de personalidades como Marlene Dietrich, George Bernard Shaw, Albert Einstein, Richard Strauss o los dictadores Benito Mussolini y Adolf Hitler, a los cuales fotografió por primera vez en Italia. Entre otras notables fotografías suyas de esos tiempos están la toma de un camarero en la pista de hielo del Grand Hotel en St. Moritz, en 1932, y la imagen de Joseph Goebbels en la Liga de las Naciones en Ginebra, en 1933. En esta toma única del líder nazi, un inicialmente amigable y simpático Goebbels terminó frunciendo el ceño al saber que quien le retrataba era judío, el ceño fruncido de Goebbels en el momento exacto en que el se le sacaba la fotografía es testimonial del antisemitismo profundo que albergaba en su ser.
Tras la victoria del nazismo en su país y su condición de judío, tuvo que exiliarse para poder salvar su vida y prosperar profesionalmente. Cuando llega a los Estados Unidos, en 1935, se convierte en ciudadano estadounidense y un año después entra a trabajar en el equipo de la revista Life, donde estuvo cerca de cuarenta años (desde 1936 hasta 1972) y era fue uno de los cuatro fotógrafos del equipo original, junto con Margaret Bourke-White y Robert Capa. De este periodo destacan sus retratos de celebridades, desde Sofía Loren a Ernest Hemingway, pasando por John Fitzgerald Kennedy, muchas de las cuales fueron portadas de la revista.
En 1935, nada más establecerse en Nueva York, también fue uno de los fundadores de PIX Publishing, junto a otros emigrantes, como Leon Daniel y Celia Kutschuk. 
Entre otras de sus fotografías de portada más famosas figura la conocida como conocida como "El Beso", del Día de la Victoria sobre Japón, tomada en Times Square, en Nueva York, mostrando a un marinero estadounidense besando a una enfermera en una postura aparentemente de baile. Esta imagen resumía la euforia que los estadounidenses sentían ante el esperado final de la guerra. Eisenstaedt es reconocido por su habilidad para capturar imágenes memorables o gente importante en las noticias, incluyendo hombres de estado, estrellas de cine y otros artistas, así como por la candidez de sus fotografías, tomadas con una pequeña cámara Leica M3 de 50 mm y utilizando sólo luz natural.
De acuerdo a su biógrafo, "sus fotografías tenían un poder y una resonancia simbólica que lo hizo uno de los mejores fotógrafos de Life". En años posteriores también trabajó para Harper's Bazaar, Vogue y Town & Country, así como otras publicaciones.

## Estilo y técnica
Eisenstaedt trabajaba habitualmente con cámaras de 35 mm, especialmente con cámaras Leica. Era un entusiasta en el uso de estas pequeñas cámaras porque, a diferencia de otros muchos fotógrafos de noticias de los años 20 y 30, él prefería estas pequeñas cámaras en lugar de las mucho mayores cámaras de 4" x 5" que eran poco portátiles y precisaban habitualmente del uso del flash. El apostaba por una pequeña cámara Leica que le aportaba gran rapidez y flexibilidad ante los actos públicos y le permitían capturar la candidez de la gente en acción. Sus fotos eran también notables como resultado de utilizar la luz natural en oposición a la luz emitida por el flash. En 1944, la revista Life lo describió como "decano y experto de la cámara miniatura de hoy”.
El uso de este tipo de cámara le ayudaba notablemente a crear una atmósfera de relajación cuando fotografiaba a gente famosa, donde capturaba sus poses y expresiones naturales: "Ellos no me tomaban seriamente con mi pequeña cámara" solía decir. "No vengo como un fotógrafo. Vengo como un amigo". Este fue un estilo que aprendió de sus treinta y cinco años en Europa en donde prefería fotografiar de un modo más informal. Su éxito logrando establecer un ambiente más distendido con sus sujetos no le libraba de dificultades, por ejemplo cuando necesitaba capturar sentimientos de personalidades más fuertes y/o esquivas. Anthony Eden, por ejemplo, se resistió a ser fotografiado, llamándolo "El gentil ejecutor", y Winston Churchill se empeñaba en indicarle el lugar donde colocar la cámara para obtener una buena fotografía.  
Dos años antes de su muerte fotografió al entonces presidente de su país de adopción, Bill Clinton, con su esposa Hillary y su hija Chelsea. La sesión fotográfica fue documentada para su publicación en la revista People el 13 de septiembre de 1993.